# Carlo Geloso

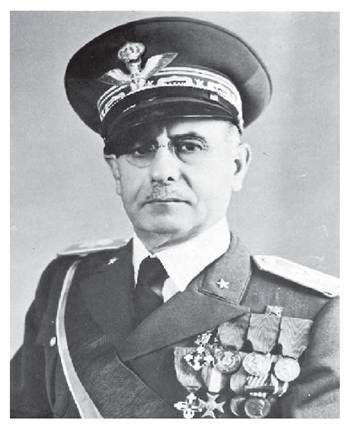
Carlo Geloso

Carlo Geloso (* 20. August 1879 in Palermo; † 23. Juli 1957 in Rom) war ein führender Militär in der Zeit des italienischen Faschismus.

## Leben
Geloso besuchte ab 1898 die königliche Militärakademie der Artillerie und Genietruppen in Turin. 1901 wurde er zum Sottotenente befördert. 1903 folgte seine Beförderung zum Tenente bei 3. Festungsartillerie-Regiment. Nach seiner Heirat 1907 besuchte er 1910 die Kriegsschule in Turin. Im Jahr darauf wurde er als Hauptmann zunächst in den Divisions-Stabsdienst des Territorialkommandos nach Rom und anschließend nach Neapel abgestellt.
Während des Italienisch-Türkischen Krieges war er im Sommer 1912 für einige Wochen in Zuara in Libyen. Nach seiner Rückkehr nach Rom gehörte er bis April 1914 weiter dem italienischen Expeditionskorps an. Bei Ausbruch des Ersten Weltkrieges im Sommer 1914 war er beim 5. Festungsartillerie-Regiment abgestellt. Nach dem italienischen Kriegseintritt im Mai 1915 wurde er an der julischen Front eingesetzt, aber bald in den Generalstabsdienst versetzt und im November des gleichen Jahres zum Major befördert. Im Sommer 1916 nahm er als Stabsoffizier der 31. Infanterie-Division an der 6. Isonzoschlacht teil, bei der Görz von den italienischen Truppen eingenommen wurde. Für seine Verdienste wurde Geloso mit der silbernen Tapferkeitsmedaille ausgezeichnet. Eine weitere silberne Tapferkeitsmedaille erhielt er für seine Verdienste während der 10. Isonzoschlacht im Frühjahr 1917. Im Mai 1917 wurde er zum Oberstleutnant befördert. Im Zuge der 11. Isonzoschlacht wurde er im Sommer 1917 als Stabsoffizier der 65. Infanterie-Division mit der dritten silbernen Tapferkeitsmedaille ausgezeichnet. Der Division gehörte er bis zu deren Auflösung im November 1917 nach der italienischen Niederlage in der 12. Isonzoschlacht und dem Rückzug an den Piave an. Im Frühjahr 1918 wurde er in den Stabsdienst der neu aufgestellten 34. Infanterie-Division abgestellt, mit der er das Kriegsende erlebte. Für seine Verdienste im Ersten Weltkrieg wurde er 1919 nachträglich mit dem Ritterkreuz des Militärordens von Savoyen ausgezeichnet.
1919 wurde er zunächst zum italienische Oberkommando in Padua und später zum italienischen Generalstab in Rom abgestellt, bevor Geloso im Juli 1920 in die Reserve überstellt wurde. Im Mai 1921 bekannte er sich zum italienischen Faschismus und nach seiner Beförderung zum Oberst Ende 1924 wurde er im Mai 1925 wieder in den aktiven Dienst übernommen. Bis 1928 war Geloso mit verschiedenen Aufgaben im obersten Verteidigungsrat betraut, bevor ihm anschließend das Kommando über das 6. schwere Feldartillerie-Regiment anvertraut wurde. Im Januar 1931 wurde er zum Divisionsgeneral befördert. Es folgten weitere führende Aufgaben in verschiedenen Armeekorps. Im März 1936 wurde er dem Kolonialministerium unterstellt und nach Italienisch-Somaliland beordert.
An der Spitze der Division Laghi nahm er am Abessinienkrieg teil und besiegte im Westen Abessiniens in der Region Galla Sidama die Truppen des Ras Desta Damtu. Im Oktober 1936 wurde er zum Gouverneur und zum Oberbefehlshaber der italienischen Truppen in der Region Galla Sidama ernannt. Im Dezember des gleichen Jahres wurde er für seine Verdienste im Abessinienkrieg mit einem zweiten Ritterkreuz des Militärordens von Savoyen ausgezeichnet. In der Folge war er an der Bekämpfung des äthiopischen Widerstands beteiligt. Seine brutalen Maßnahmen, insbesondere nach dem Attentat auf Rodolfo Graziani im Februar 1937, wurden selbst von radikalen Faschisten wie Roberto Farinacci als „oft unverhältnismäßig und unberechtigt“ beurteilt.
Bei Ausbruch des Zweiten Weltkrieges wurde der nach Italien zurückgekehrte Geloso zum Kommandeur der Armeekorps Triest beordert. Von Dezember 1939 bis Juni 1940 kommandierte er das italienische XXVI. Armeekorps in Albanien. Während dieser Zeit geriet er in Konflikt mit der politischen und militärischen Führung. Infolge seiner im Gespräch mit Galeazzo Ciano geäußerte Kritik im Bezug auf den geplanten Überfall auf Griechenland im April 1940 wurde er nach Italien abberufen und übernahm dort das Kommando der 3. Armee. Im November 1940 kehrte er nach Albanien zurück und befehligte die italienische 11. Armee, mit dem Auftrag den Rückzug der italienischen Truppen nach dem verheerenden Griechenlandfeldzug einzudämmen. Im September 1941 wurde er zum Oberbefehlshaber der italienischen Streitkräfte in Griechenland ernannt und im Oktober 1942 zum Armeegeneral befördert. Seine Besatzungspolitik in Griechenland wurde von mehreren Seiten kritisiert. Aus Sicht der deutschen Verbündeten agierte Geloso zu lasch gegenüber der griechischen Zivilbevölkerung und im Kampf gegen den griechischen Widerstand. Während er in der Heimat aus politischen Motiven angegriffen wurde, warfen ihm die Griechen dagegen sein brutales Vorgehen gegen die Zivilbevölkerung vor. Auf der Grundlage eines von ihm am 3. Februar 1943 ausgegebenen Befehls zur „Bandenbekämpfung“, der von einer Kollektivschuld ausging, kam es zu zahlreichen italienischen Kriegsverbrechen in Griechenland. Darunter das Massaker von Domenikon im Gemeindegebiet von Elassona bei dem im Februar 1943 je nach Quelle zwischen 150 und 200 Menschen von italienischen Soldaten ermordet wurden.
Im April 1943 wurde er vom deutschen Oberbefehlshaber Südost Alexander Löhr unter anderem dazu aufgefordert, die in der italienischen Besatzungszone befindlichen Juden auszuliefern. Seine am 3. Mai 1943 erfolgte Absetzung als italienischer Oberbefehlshaber in Griechenland mag darauf zurückzuführen sein, dass er die Aufforderungen Löhrs nicht auszuführen gedachte und dies offen Löhr gegenüber kundtat. Eine in der Folge vom italienischen Generalstab eingeleitete Untersuchung seiner Tätigkeit in Griechenland sprach ihm allerdings von jeglicher Schuld frei. In der Folge wurde er dem italienischen Kriegsministerium unterstellt, dem er auch nach dem Sturz Benito Mussolinis am 25. Juli 1943 unterstand. Nach dem Waffenstillstand Italiens mit den Alliierten im September 1943 wurde er von deutschen Truppen in Rom verhaftet und in Posen interniert, bis er von der Roten Armee befreit wurde.
Nach seiner Rückkehr nach Italien nahm er im Ruhestand seine bereits in den 1920er und 1930er begonnene Tätigkeit als Militärschriftsteller wieder auf. Ein 1945 von Griechenland beantragtes Auslieferungsgesuch als Kriegsverbrecher verlief in Folge der neuen Nachkriegsordnung und des Ost-West-Konfliktes ebenso im Sand, wie das von Abessinien 1947 beantragte Auslieferungsgesuch.